# Patricia Pardo
Patricia Pardo Burés (Santiago de Compostela, La Coruña, 5 de septiembre de 1983) es una periodista española que trabaja como presentadora de programas de televisión en el grupo de comunicación Mediaset España.

## Biografía
Patricia Pardo estudia en la Universidad Complutense de Madrid. Comienza su carrera en 2005 haciendo prácticas como redactora de Mediapro y ONO. Asimismo, ha trabajado en programas como El método por dos o Tal cual lo contamos, de Antena 3, así como en espacios de Telecinco como Está pasando, Vuélveme loca o El buscador de historias. Entre 2010 y 2023 trabaja en El programa de Ana Rosa, ejerciendo desde 2019 como sustituta de Ana Rosa Quintana durante sus vacaciones veraniegas. En verano de 2020 presenta varias veces también Ya es mediodía en sustitución de su entonces presentadora titular Sonsoles Ónega, en la misma cadena, hasta que el programa ficha a Marc Calderó y a Verónica Duranto como sustitutos. Desde el 11 de septiembre de 2023, copresenta junto a Joaquín Prat el tramo de actualidad del programa Vamos a ver en las mañanas de Telecinco.

## Trayectoria
Programas
| Año             | Programa                 | Cadena    | Notas                                                                     |
| --------------- | ------------------------ | --------- | ------------------------------------------------------------------------- |
| 2006 - 2007     | Telecorazón              | ONO       | Redactora                                                                 |
| 2008            | El método por dos        | Antena 3  | Redactora                                                                 |
| 2008 - 2009     | Está pasando             | Telecinco | Presentadora de la sección Última hora                                    |
| 2009            | El buscador de historias | Telecinco | Reportera                                                                 |
| 2009            | Vuélveme loca            | Telecinco | Reportera                                                                 |
| 2009 - 2010     | Tal cual lo contamos     | Antena 3  | Reportera                                                                 |
| 2010 - 2023     | El programa de Ana Rosa  | Telecinco | Reportera (2010-2017) Colaboradora (2017-2019) Copresentadora (2019-2023) |
| 2019 - 2020     | Ya es mediodía           | Telecinco | Presentadora sustituta                                                    |
| 2017 - 2023     | El programa del verano   | Telecinco | Presentadora                                                              |
| 2023 - presente | Vamos a ver              | Telecinco | Copresentadora (2023-25)Presentadora (2025-presente)                      |
| 2024 - presente | Vamos a ver verano       | Telecinco | Presentadora                                                              |